# Ceromitia natalensis
Ceromitia natalensis is een vlinder uit de familie van de langsprietmotten (Adelidae). De wetenschappelijke naam van de soort is voor het eerst geldig gepubliceerd in 1860 door Stainton.